# Oribotritia dispar
Oribotritia dispar är en kvalsterart som beskrevs av Wojciech Niedbała 2004. Oribotritia dispar ingår i släktet Oribotritia och familjen Oribotritiidae. Inga underarter finns listade i Catalogue of Life.